# Успение Богородично (Никити)
Вижте пояснителната страница за други значения на Успение Богородично.
„Успение Богородично“ или „Света Богородица“ (на гръцки: Κοιμήσεως της Θεοτόκου) е късносредновековна православна църква, разположена в село Никити на полуостров Ситония, Гърция.

## История
Църквата е построена в XVI век. Представлява еднокорабен храм с размери 9,20 X 5,80 и завършващ на изток с полушестоъгълна апсида. Днес служи като гробищен храм и се намира близо до главната църква на селото „Свети Никита“. Църквата е била богато изписана, но голямата част от фреските са унищожени.
В 1981 година църквата е обявена за паметник на културата.